# Medalla Colonial
La Medalla Colonial (Kolonial-Denkmünze) fue una medalla del Imperio alemán establecida el 13 de junio de 1912 por el Káiser Guillermo II. La medalla y broches fueron concedidos retroactivamente por la participación en operaciones militares en las colonias alemanas.  Se exceptuaron los participantes en la Rebelión Bóxer 1899-1901 y en el África del Sudoeste Alemana en los años 1904-1908. Estas operaciones merecieron su propia medalla conmemorativa.

## Descripción
La medalla es de bronce. El anverso representa el busto de Guillermo II en uniforme mirando a la derecha, con las iniciales W II. El reverso tiene hojas de roble a la derecha y una rama de laurel a la izquierda. En el centro se halla la corona imperial que se sitúa sobre la inscripción "DEN TAPFEREN STREITERN FÜR DEUTSCHLANDS EHRE" ("Los valientes guerreros por el honor de Alemania"). La cinta es blanca con cuatro delgadas líneas rojas en el centro y franjas negras en los márgenes.

## Broches
La medalla fue concedida con broches que fueron manufacturados de latón bañado en oro. Los broches se montaban en la cinta de la medalla.
| - Deutsch-Ostafrika 1888/89 - Deutsch-Ostafrika 1889/90 - Deutsch-Ostafrika 1889/91 - Deutsch-Ostafrika 1892 - Deutsch-Ostafrika 1893 - Deutsch-Ostafrika 1894 - Deutsch-Ostafrika 1895 - Deutsch-Ostafrika 1896 - Deutsch-Ostafrika 1897 - Deutsch-Ostafrika 1898 - Deutsch-Ostafrika 1899 - Deutsch-Ostafrika 1900 - Deutsch-Ostafrika 1901 - Deutsch-Ostafrika 1902 - Deutsch-Ostafrika 1903 - Deutsch-Ostafrika 1905/07 - Deutsch-Ostafrika 1911 - Deutsch-Ostafrika 1912 - Südwest-Afrika 1893/95 - Südwest-Afrika 1896 - Südwest-Afrika 1897 - Südwest-Afrika 1897/98 - Südwest-Afrika 1901 - Südwest-Afrika 1903/04 - Kamerun 1884 - Kamerun 1886/91 - Kamerun 1889 - Kamerun 1890 - Kamerun 1891 - Kamerun 1891/94 - Kamerun 1893 - Kamerun 1895/96 - Kamerun 1897 - Kamerun 1898 - Kamerun 1898/99 - Kamerun 1899 - Kamerun 1899/00 - Kamerun 1900 - Kamerun 1900/01 - Kamerun 1901 - Kamerun 1901/02 - Kamerun 1902 - Kamerun 1902/03 - Kamerun 1903 | - Kamerun 1904 - Kamerun 1904/05 - Kamerun 1905 - Kamerun 1906 - Kamerun 1905/07 - Kamerun 1906/07 - Kamerun 1907/08 - Kamerun 1911 - Kamerun 1912 - Samoa 1888 - Venezuela 1902/03 - Panape 1910/11 - Togo 1894/95 - Togo 1895 - Togo 1896 - Togo 1896/97 - Togo 1897 - Togo 1897/98 - Togo 1898 - Togo 1898/99 - Togo 1899 - Togo 1900 - Togo 1900/01 - Togo 1901 - Togo 1902 - Togo 1903 - Deutsch-Neuguinea 1893 - Deutsch-Neuguinea 1897 - Deutsch-Neuguinea 1899 - Deutsch-Neuguinea 1900 - Deutsch-Neuguinea 1901 - Deutsch-Neuguinea 1902 - Deutsch-Neuguinea 1903 - Deutsch-Neuguinea 1904 - Deutsch-Neuguinea 1905 - Deutsch-Neuguinea 1906 - Deutsch-Neuguinea 1907 - Deutsch-Neuguinea 1908 - Deutsch-Neuguinea 1909 - Deutsch-Neuguinea 1910 - Deutsch-Neuguinea 1911 - Deutsch-Neuguinea 1912 - Deutsch-Neuguinea 1913 - Deutsch-Neuguinea 1913/14 |